# Берёзовые Мосты
Берёзовые Мосты́ (карел. Mandera) — деревня в Прионежском районе Республики Карелия, административно входит в состав Заозерского сельского поселения.

## Население
Численность населения в 1905 году составляла 127 человек.
| 2002 | 2009 | 2010 | 2013 |
| ---- | ---- | ---- | ---- |
| 0    | ↗4   | →4   | →4   |

## История
В писцовых книгах Обонежской пятины за 1563 г. значится как Березовец на Мантере.
До революции входила в состав деревни Мандера.

## Достопримечательности
В деревне находится выявленный памятник архитектуры — жилой дом Алькиной, постройки конца XIX века. Представляет собой традиционный деревянный карельский дом-комплекс типа «равноширокий брус». На 2020 год состояние жилой части дома удовлетворительное, однако отсутствует остекление чердачных окон, в хозяйственной части имеются значительные деформации крыши.